# Il pianeta di Pipsqueak
Il pianeta di Pipsqueak (Pipsqueak's Planet) è una serie animata educativa spagnola prodotta dallo studio Cromosoma e basata sui libri scritti e disegnati dal catalano Josè Martin Gris. La serie è andata in onda in Italia su Rai 3 con la voce narrante di Antonella Rinaldi.

## Trama
La serie, di impronta ambientalista, narra le vicende di Pipsqueak, un ragazzino che si impegna per preservare il suo pianeta dall'inquinamento atmosferico.